# Potok (district de Ružomberok)
Potok (allemand : Polenbach, hongrois : Patak) est un village de Slovaquie situé dans la région de Žilina.

## Histoire
La première mention écrite du village date de 1286.

## Démographie

### Évolution de la population
| Année:               | 1994. | 2004.   | 2014.   | 2024.   |
| -------------------- | ----- | ------- | ------- | ------- |
| Nombre de personnes: | 120   | 115     | 106     | 104     |
| Différence:          |       | -4,16 % | -7,82 % | -1,88 % |

| Année:               | 2023. | 2024. |
| -------------------- | ----- | ----- |
| Nombre de personnes: | 104   | 104   |
| Différence:          |       | +0 %  |